# キンギセップ
キンギセップ（ロシア語: Ки́нгисепп / Кингисе́пп, ラテン文字転写: Kingisepp）は、ロシア北西部、レニングラード州の西部にある都市。人口は4万9716人（2021年）。
ノヴゴロド州からレニングラード州を経てフィンランド湾に注ぐルーガ川沿いの町である。サンクトペテルブルクからは西へ137キロメートル、エストニアの国境の町ナルヴァからは東へ20キロメートル、フィンランド湾からは南へ50キロメートルほど。
旧名はヤムブルク（ヤームブルク、Я́мбург, Yamburg）、ヤマ（ヤーマ、Я́ма）。

## 歴史

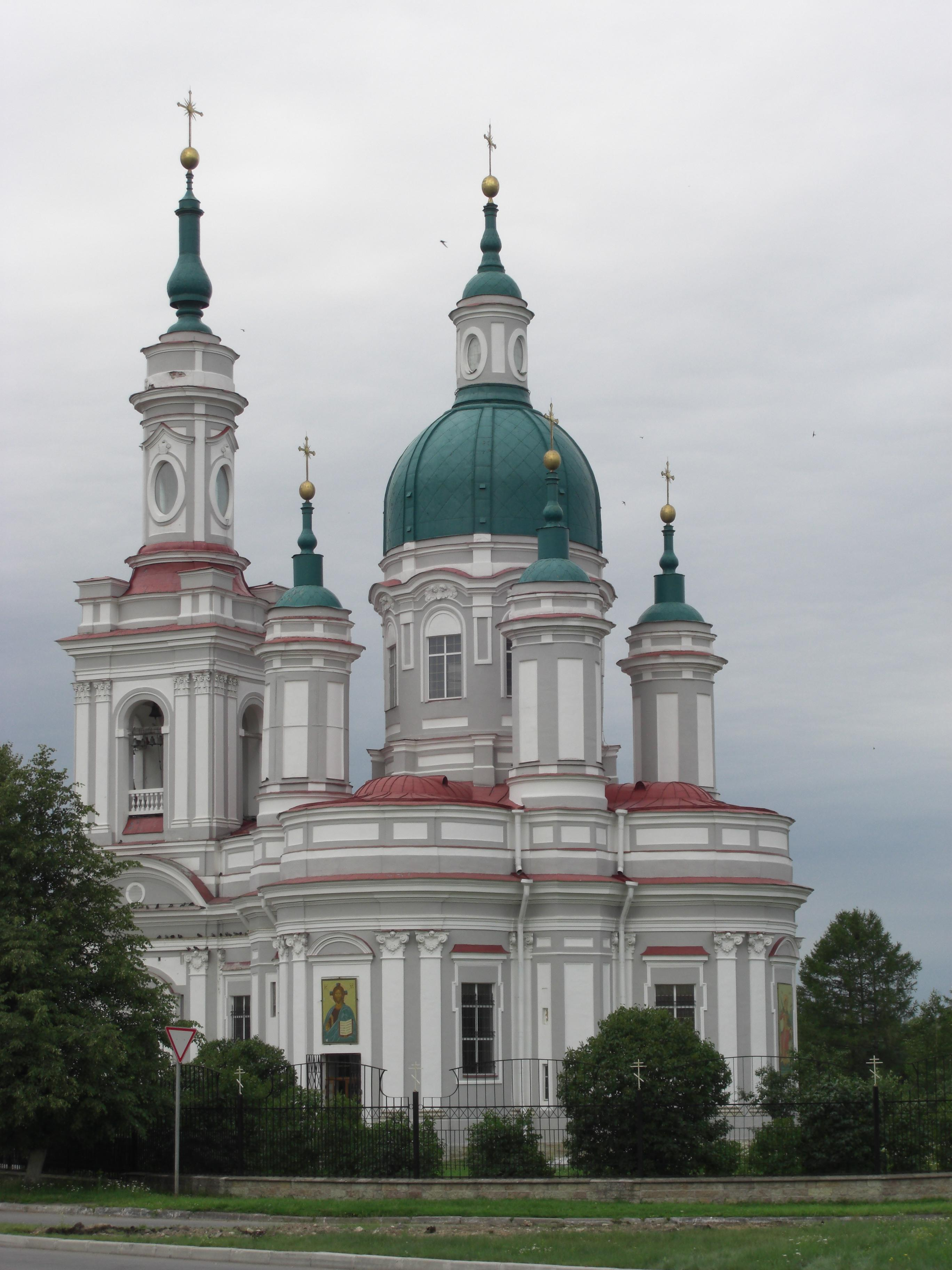
ヤムブルクの大聖堂。イタリア人建築家アントニオ・リナルディ設計の後期バロック建築で、1764年から1782年にかけて建設された

この町が最初に記録に現れるのは1384年のことで、ノヴゴロド共和国がスウェーデンに対抗するためにこの場所に要塞（クレムリ）を築いたとある。彼らはこの要塞を、周囲に住んでいたフィン族系の部族・ヤミ族の名から、ヤマあるいはヤムスキー・ゴロドクと呼んだ。現在も、周囲にはフィン・ウゴル語派のイングリア語やヴォート語を話す人々が若干住んでいる。
ヤムスキー・ゴロドク要塞は1395年のチュートン騎士団による包囲戦や、1444年から1448年にかけての戦いに堪えた。また、ノヴゴロド共和国のうち「ヴォドスカヤ・ピャティナ」（Vodskaya pyatina）と呼ばれる、ヴォート人の多く住む地方の、経済的中心地でもあった。15世紀には201世帯（1世帯あたりの人数はおよそ3人から5人と見積もられる）が住んでいたと記録にある。リヴォニア戦争の末期、イングリアはロシアからスウェーデンに割譲され、12年後の1595年にロシアに返還された。しかし間もなく起こったイングリア戦争の結果、1617年のストルボヴォの和約で再度スウェーデンに割譲された。
スウェーデンの統治下ではヤマ（Jama）、あるいはヤモ（Jamo）と呼ばれていた。スウェーデン・ロシア間の北方戦争（1656年-1658年）ではロシア軍によって町は破壊され、城塞だけが残った。
大北方戦争では1700年に短期間ロシア軍が城塞を占領し、1703年には再度の争奪でロシア軍が陥落させた。以後この町はロシア領となり、ドイツ語風にヤムブルク（Jamburg）と呼ばれるようになる。5年後、ピョートル1世はイングリア公アレクサンドル・メーンシコフにこの町を与えた。ロシア帝国領となり国境が西へ拡大した18世紀にはヤムブルクの軍事的重要性は失われたが、産業は栄え、18世紀末には繁栄は極に達した。この時代にイタリア人建築家アントニオ・リナルディの設計で建てられたバロック様式の大聖堂がその繁栄を物語っている。1784年には市の地位を得た。19世紀には鉄道の開通で工場も多く立地した。
ドイツ語風のヤムブルクという地名は、1922年にボリシェヴィキ政府がエストニア人の共産主義者ヴィクトル・キンギセップ（Viktor Kingissepp、1888年-1922年）にちなんでキンギセップと改名するまで続いた（エストニアのクレサーレも同じくキンギセップにちなみソ連統治時代はキンギセパと呼ばれていた）。第二次世界大戦ではレニングラード包囲戦の際にドイツ軍の重要な拠点となったが、1944年にキンギセップ・グドフ攻勢で赤軍が奪還し、ナルヴァの戦いの拠点となった。

## 姉妹都市
- エストニア・ユフヴィ
- ノルウェー・ナルヴィク
- ドイツ・ザスニッツ
- フィンランド・ラウマ